# Josip Grošelj
Josip Grošelj, slovenski kipar in podobar, * 15. marec 1854, Selca, † 15. januar 1941, Selca.

## Življenje in delo
Živel in delal je v Selcih. Izdeloval je opremo za cerkve (Sv. Vid, Lučine) in druge sakralne objekte. Njegovo delo je tudi kip sv. Janeza Nepomuka na mostu v Škofji Loki.